# Campeonato Brasileiro Série A 1991
Il Campeonato Brasileiro Série A 1991 (in italiano Campionato Brasiliano Serie A 1991) è stato la 21ª edizione del massimo campionato brasiliano di calcio.

## Formula
Primo turno: ciascuna delle 20 squadre affronta una volta tutti gli altri club. Si qualificano alle semifinali le prime 4 classificate mentre retrocedono in Segunda Divisão le ultime 2.
Semifinali: gara in partita di andata e ritorno, la prima classificata affronta la quarta e la seconda in classifica la terza. In caso di parità accede alla finale la squadra meglio classificata nel turno precedente.
Finale: gara in partita di andata e ritorno. In caso di parità è considerata vincitrice la squadra che ha ottenuto il miglior risultato nei turni precedenti.

## Squadre partecipanti
| Squadra          | Città             | Stato             | Stagione 1990                  |
| ---------------- | ----------------- | ----------------- | ------------------------------ |
| Atlético Mineiro | Belo Horizonte    | Minas Gerais      | Quarti di finale della Série A |
| Athl. Paranaense | Curitiba          | Paraná            | 2° nella Segunda Divisão       |
| Bahia            | Salvador          | Bahia             | Semifinale della Série A       |
| Botafogo         | Rio de Janeiro    | Rio de Janeiro    | 12° in Série A                 |
| Bragantino       | Bragança Paulista | San Paolo         | Quarti di finale della Série A |
| Corinthians      | San Paolo         | San Paolo         | Vincitore della Série A        |
| Cruzeiro         | Belo Horizonte    | Minas Gerais      | 9° in Série A                  |
| Flamengo         | Rio de Janeiro    | Rio de Janeiro    | 11° in Série A                 |
| Fluminense       | Rio de Janeiro    | Rio de Janeiro    | 15° in Série A                 |
| Goiás            | Goiânia           | Goiás             | 10° in Série A                 |
| Grêmio           | Porto Alegre      | Rio Grande do Sul | Semifinale della Série A       |
| Internacional    | Porto Alegre      | Rio Grande do Sul | 16° in Série A                 |
| Náutico          | Recife            | Pernambuco        | 13° in Série A                 |
| Palmeiras        | San Paolo         | San Paolo         | Quarti di finale della Série A |
| Portuguesa       | San Paolo         | San Paolo         | 18° in Série A                 |
| San Paolo        | San Paolo         | San Paolo         | Finalista della Série A        |
| Santos           | Santos            | San Paolo         | Quarti di finale della Série A |
| Sport Recife     | Recife            | Pernambuco        | 1° nella Segunda Divisão       |
| Vasco da Gama    | Rio de Janeiro    | Rio de Janeiro    | 14° in Série A                 |
| Vitória          | Salvador          | Bahia             | 17° in Série A                 |

## Primo turno

### Risultati
| Casa/Trasferta | AT-MG | AT-PR | BAH | BOT | BRA | COR | CRU | FLA | FLU | GOI | GRÊ | INT | NÁU | PAL | POR | SPA | SAN | SPO | VAS | VIT |
| -------------- | ----- | ----- | --- | --- | --- | --- | --- | --- | --- | --- | --- | --- | --- | --- | --- | --- | --- | --- | --- | --- |
| Atlético-MG    |       | 2-0   |     | 0-3 |     | 2-0 |     |     | 1-1 |     | 1-0 |     | 4-0 |     |     | 0-3 | 4-1 |     |     | 2-0 |
| Atlético-PR    |       |       |     | 2-2 | 1-2 |     | 2-3 | 3-0 |     |     | 4-2 |     | 3-0 | 1-1 | 1-1 |     |     |     |     | 3-1 |
| Bahia          | 2-2   | 1-1   |     | 0-0 |     | 1-1 |     | 2-1 |     |     |     | 1-1 | 2-1 | 1-2 |     |     | 1-0 |     |     | 0-1 |
| Botafogo       |       |       |     |     |     |     | 3-2 | 0-0 |     | 0-0 | 3-1 |     | 2-0 | 0-0 | 2-0 |     | 0-3 |     |     | 2-0 |
| Bragantino     | 1-1   |       | 1-1 | 3-0 |     | 2-0 |     | 1-1 |     | 1-0 |     | 1-1 | 3-1 |     |     | 1-2 | 1-0 |     |     |     |
| Corinthians    |       | 1-1   |     | 2-1 |     |     | 1-1 |     | 3-1 |     | 2-1 |     | 1-0 | 0-0 |     | 1-1 | 2-0 |     |     | 1-1 |
| Cruzeiro       | 2-2   |       | 0-1 |     | 1-3 |     |     | 0-2 |     | 2-1 |     | 0-0 |     | 2-0 | 1-1 |     |     | 5-1 | 3-0 |     |
| Flamengo       | 1-3   |       |     |     |     | 2-3 |     |     | 2-1 |     |     | 1-1 | 1-0 |     | 0-0 | 1-0 | 1-0 |     | 3-0 | 2-1 |
| Fluminense     |       | 0-2   | 2-0 | 1-0 | 0-0 |     | 2-0 |     |     | 3-2 | 2-0 |     |     | 4-2 |     |     |     | 3-0 |     |     |
| Goiás          | 0-1   | 1-0   | 1-1 |     |     | 1-0 |     | 5-1 |     |     |     | 1-0 |     |     |     | 1-1 | 3-0 | 3-1 | 2-2 |     |
| Grêmio         |       |       | 0-0 |     | 1-1 |     | 0-0 | 0-0 |     | 3-2 |     | 0-0 |     | 0-1 | 1-1 |     |     | 2-0 | 3-0 |     |
| Internacional  | 2-2   | 2-0   |     | 2-0 |     | 1-1 |     |     | 2-1 |     |     |     | 1-2 |     |     | 1-0 | 1-1 |     |     | 2-1 |
| Náutico        |       |       |     |     |     |     | 2-0 |     | 0-1 | 2-2 | 3-1 |     |     |     | 1-0 | 2-1 | 2-0 | 2-0 | 0-0 | 1-1 |
| Palmeiras      | 1-0   |       |     |     | 0-2 |     |     | 2-0 |     | 2-1 |     | 0-0 | 2-0 |     | 0-2 |     |     |     | 2-2 | 2-2 |
| Portuguesa     | 1-1   |       | 1-0 |     | 0-0 | 0-2 |     |     | 1-2 | 1-0 |     | 1-0 |     |     |     |     |     | 1-0 | 1-1 |     |
| San Paolo      |       | 2-1   | 1-0 | 1-0 |     |     | 3-1 |     | 1-0 |     | 2-0 |     |     | 0-0 | 1-0 |     | 1-2 | 2-0 |     |     |
| Santos         |       | 3-0   |     |     |     |     | 4-0 |     | 1-1 |     | 1-0 |     |     | 1-1 | 1-1 |     |     | 3-1 | 0-0 | 2-0 |
| Sport          | 0-0   | 2-0   | 1-2 | 1-1 | 1-0 | 1-1 |     | 2-1 |     |     |     | 1-0 |     | 1-2 |     |     |     |     |     |     |
| Vasco da Gama  | 1-1   | 3-2   | 1-0 | 3-0 | 2-2 | 0-1 |     |     | 1-1 |     |     | 2-2 |     |     |     | 2-2 |     | 1-1 |     |     |
| Vitória        |       |       |     |     | 1-2 |     | 0-0 |     | 1-2 | 3-1 | 1-0 |     |     |     | 1-1 | 1-2 |     | 1-1 | 0-1 |     |

### Classifica
| Pos. | Squadra          | Pt | G  | V  | N  | P  | GF | GS | DR  |
| ---- | ---------------- | -- | -- | -- | -- | -- | -- | -- | --- |
| 1    | San Paolo        | 26 | 19 | 11 | 4  | 4  | 26 | 14 | +12 |
| 2    | Bragantino       | 26 | 19 | 9  | 8  | 2  | 27 | 14 | +13 |
| 3    | Fluminense       | 24 | 19 | 10 | 4  | 5  | 28 | 19 | +9  |
| 4    | Atlético Mineiro | 24 | 19 | 8  | 8  | 3  | 28 | 19 | +9  |
| 5    | Corinthians      | 24 | 19 | 8  | 8  | 3  | 23 | 17 | +6  |
| 6    | Palmeiras        | 22 | 19 | 7  | 8  | 4  | 20 | 19 | +1  |
| 7    | Internacional    | 20 | 19 | 5  | 10 | 4  | 19 | 16 | +3  |
| 8    | Santos           | 19 | 19 | 7  | 5  | 7  | 23 | 20 | +3  |
| 9    | Flamengo         | 19 | 19 | 7  | 5  | 7  | 20 | 24 | -4  |
| 10   | Portuguesa       | 19 | 19 | 5  | 9  | 5  | 14 | 15 | -1  |
| 11   | Vasco da Gama    | 19 | 19 | 4  | 11 | 4  | 22 | 26 | -4  |
| 12   | Botafogo         | 18 | 19 | 6  | 6  | 7  | 19 | 21 | -2  |
| 13   | Bahia            | 18 | 19 | 5  | 8  | 6  | 16 | 18 | -2  |
| 14   | Náutico          | 17 | 19 | 7  | 3  | 9  | 19 | 25 | -6  |
| 15   | Goiás            | 17 | 19 | 6  | 5  | 8  | 27 | 24 | +3  |
| 16   | Cruzeiro         | 16 | 19 | 5  | 6  | 8  | 23 | 28 | -5  |
| 17   | Athl. Paranaense | 15 | 19 | 5  | 5  | 9  | 27 | 28 | -1  |
| 18   | Sport Recife     | 13 | 19 | 4  | 5  | 10 | 15 | 30 | -15 |
| 19   | Grêmio           | 12 | 19 | 3  | 6  | 10 | 15 | 24 | -9  |
| 20   | Vitória          | 12 | 19 | 3  | 6  | 10 | 17 | 27 | -10 |

### Verdetti
- San Paolo, Bragantino, Fluminense e Atlético Mineiro qualificati per le semifinali.
- Grêmio e Vitória retrocessi in Segunda Divisão.

## Fase finale
|  | Semifinali | Semifinali       | Semifinali | Semifinali | Semifinali |  |  | Finale     | Finale     | Finale | Finale | Finale |  |
|  |            |                  |            |            |            |  |  |            |            |        |        |        |  |
|  | 4          | Atlético Mineiro | 1          | 0          | 1          |  |  |            |            |        |        |        |  |
|  | 1          | San Paolo        | 1          | 0          | 1          |  |  | San Paolo  | San Paolo  | 1      | 0      | 1      |  |
|  | 3          | Fluminense       | 0          | 1          | 1          |  |  | Bragantino | Bragantino | 0      | 0      | 0      |  |
|  | 2          | Bragantino       | 1          | 1          | 2          |  |  |            |            |        |        |        |  |

### Semifinali

#### Andata
| Arbitro: | Mocellin |

|            |           |                  |
| Cléber 51’ | Marcatori | 26’ Mário Tilico |

| Arbitro: | Wright |

|  |           |              |
|  | Marcatori | 88’ Franklin |

#### Ritorno
| Arbitro: | dos Santos |

|              |           |          |
| Franklin 63’ | Marcatori | 33’ Ézio |

| San Paolo 2 giugno 1991 | San Paolo        | 0 – 0 referto | Atlético Mineiro | Morumbi (57.923 spett.)\| Arbitro: \| dos Santos Filho \| |
| Arbitro:                | dos Santos Filho |               |                  |                                                           |

### Finale

#### Andata
| Arbitro: | Rezende de Freitas |

| |            | |
| Mário Tilico 49’ | Marcatori  | |
| · Zetti P · Cafu D · Zago D · Ricardo Rocha D · Leonardo D · Ronaldão C · Bernardo C · Raí C · Müller A · Macedo A · Elivélton A · Mário Tilico A | Formazioni | · P Marcelo · D Gil Baiano · D Júnior Paulista · D Nei · D Biro-Biro · C Mauro Silva · C Alberto · C Mazinho · A Ivair · A Luís Müller · A Silvio · A Ronaldo Alfredo · A Franklin |
| Telê Santana | Allenatori | Parreira |

#### Ritorno
| Arbitro: | Wright |

| |            | |
| · Marcelo P · Gil Baiano D · Júnior Paulista D · Nei D · Biro-Biro D · Mauro Silva C · Alberto C · Mazinho C · Ivair A · Luís Müller A · Silvio A · João Santos A · Franklin A | Formazioni | · P Zetti · D Zé Teodoro · D Zago · D Ricardo Rocha · D Leonardo · C Ronaldão · C Bernardo · C Cafu · C Raí · A Macedo · A Müller · C Flávio Campos |
| Parreira | Allenatori | Telê Santana |

### Verdetti
- San Paolo campione del Brasile 1991 e qualificato per la Coppa Libertadores 1992.

## Classifica marcatori
| Pos. | Giocatore        | Squadra          | Gol |
| ---- | ---------------- | ---------------- | --- |
| 1    | Paulinho McLaren | Santos           | 15  |
| 2    | Túlio            | Goiás            | 13  |
| 3    | Charles          | Cruzeiro         | 11  |
| 3    | Neto             | Corinthians      | 11  |
| 5    | Bizu             | Náutico          | 10  |
| 5    | Ézio             | Fluminense       | 10  |
| 7    | Gérson           | Atlético Mineiro | 9   |
| 7    | Silvio           | Bragantino       | 9   |
| 9    | Tico             | Athl. Paranaense | 8   |
| 10   | Andrezinho       | Athl. Paranaense | 7   |
| 10   | Raí              | San Paolo        | 7   |
| 10   | Sorato           | Vasco da Gama    | 7   |